# Copelatus assamensis
Copelatus assamensis es una especie de escarabajo buceador del género Copelatus, de la subfamilia Copelatinae, en la familia Dytiscidae. Fue descrito por Vazirani en 1970.
Esta especie se distribuye por todo el sur de Asia.